# Isola dei Pescatori
Isola dei Pescatori – włoska wyspa na jeziorze Maggiore, najbardziej na północ wysunięta spośród wysp Borromee. Populacja wyspy według danych z 1971 wynosiła 208 mieszkańców. Szacuje się, że obecnie na stałe mieszka tam zaledwie 50 osób. Isola dei Pescatori jest także jedyną stale zamieszkaną wyspą. Obecnie nie należy do rodziny Bormeliuszy (it. Borromee) w przeciwieństwie do innych wysp wchodzących w skład Borromee czyli Isola Bella oraz Isola Madre. Wyspa jest długa na 350 m a szeroka na 100 m.
Mieszkańcy wyspy zajmują się głównie rybołówstwem oraz turystyką. Wokół wyspy biegnie dość szeroka promenada. Na wyspie znajdują się: restauracje, hotel oraz sklep z pamiątkami, gdzie można kupić pocztówki z wizerunkiem wyspy i  butik, w którym są sprzedawane dzieła lokalnych rzemieślników. Zgodnie ze stanem na sierpień 2010 praktycznie całe zachodnie wybrzeże wyspy jest zajęte przez drobne stoiska z pamiątkami oraz letnie ogródki restauracyjne, natomiast wschodnie pozostaje względnie puste.
Na wyspę kursują regularne rejsy Żeglugi Jeziora Maggiore oraz wielu prywatnych przewoźników.